# Département de General Paz
Pour les articles homonymes, voir General Paz.
Le département de General Paz est une des 25 subdivisions de la province de Corrientes, en Argentine. Son chef-lieu est la ville de Caá Catí.

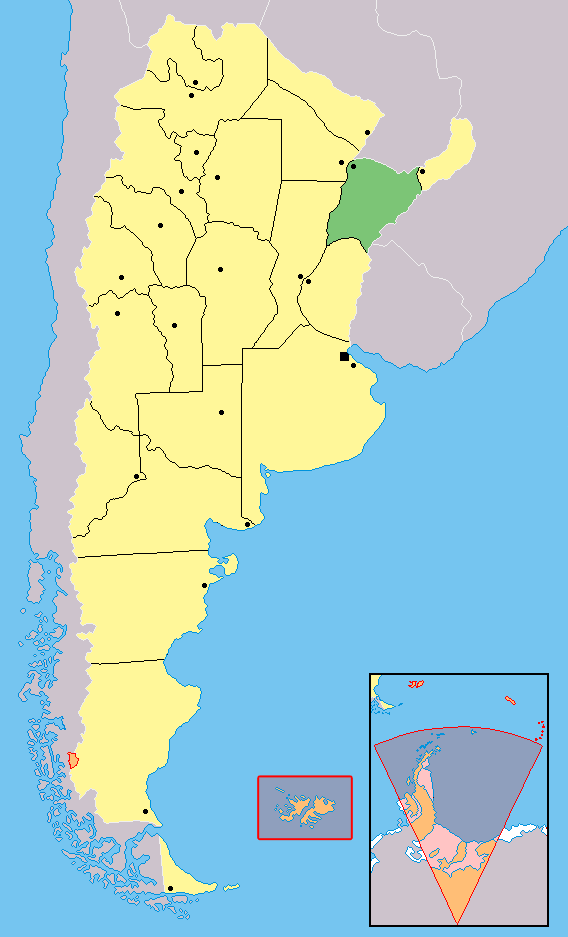
Localisation de la province de Corrientes en Argentine.

D'une superficie de 2 634 km2, sa population s'élevait en 2001 à 14 775 habitants.